# Le Nouveau-né
Le Nouveau-né est un tableau du peintre lorrain Georges de La Tour peint vers 1648, et conservé au musée des beaux-arts de Rennes. Cette huile sur toile représente une Nativité : la Vierge Marie tient l'Enfant Jésus emmailloté, en compagnie de sainte Anne qui éclaire la scène à la bougie.
« Chef-d'œuvre d'entre les chefs-d'œuvre » de Georges de La Tour, la toile est un sommet du clair-obscur, et tire également sa popularité du fait que les signes religieux s'effacent pour donner à la scène une portée universelle : celle de la célébration du mystère de la naissance d'un enfant.

## Historique
La toile est datée des années 1645-1648, sans qu'il y ait de consensus parmi les historiens de l'art pour plutôt l'une ou l'autre des dates. Le Nouveau-né constitue en tout cas l'une des œuvres les plus importantes de Georges de La Tour non seulement par la qualité du tableau lui-même mais également parce qu'il fut parmi les toutes premières peintures à avoir été rendues au peintre lorrain lors de sa redécouverte au début du XXe siècle par le critique d'art allemand Hermann Voss. En 1915, dans un article pionnier, celui-ci attribue correctement Le Nouveau-né ainsi que deux autres tableaux du musée de Nantes à un artiste jusqu'alors complètement oublié, Georges de la Tour.
Le tableau était entré dans les collections du musée des Beaux-Arts de Rennes en 1794 grâce aux saisies révolutionnaires des biens des émigrés. Son origine précise est inconnue, il a été cru à tort faire partie des collections du président de Robien mais vient en fait d'une maison d'émigré inconnue. Il était alors attribué à un peintre hollandais, Godfried Schalken. Plus tard, il fut considéré comme une œuvre des Frères Le Nain, attribution encore en vigueur lorsque Voss rendit la toile à Georges de La Tour.
Du 20 juin au 20 septembre 2015, la toile est prêtée au musée départemental Georges-de-La-Tour de Vic-sur-Seille (Moselle) pour l'exposition Georges de La Tour : retour à la lumière,.

## Description
La toile représente trois personnages qui se dégagent sur un fond neutre de couleur noire, dans un cadrage serré. L'éclairage de la scène, comme souvent dans les tableaux nocturnes de La Tour, provient d'une source artificielle qui est placée à l'intérieur de la composition mais qui demeure invisible. Il s'agit ici d'une chandelle, dont la flamme est cachée par la main d'une femme.

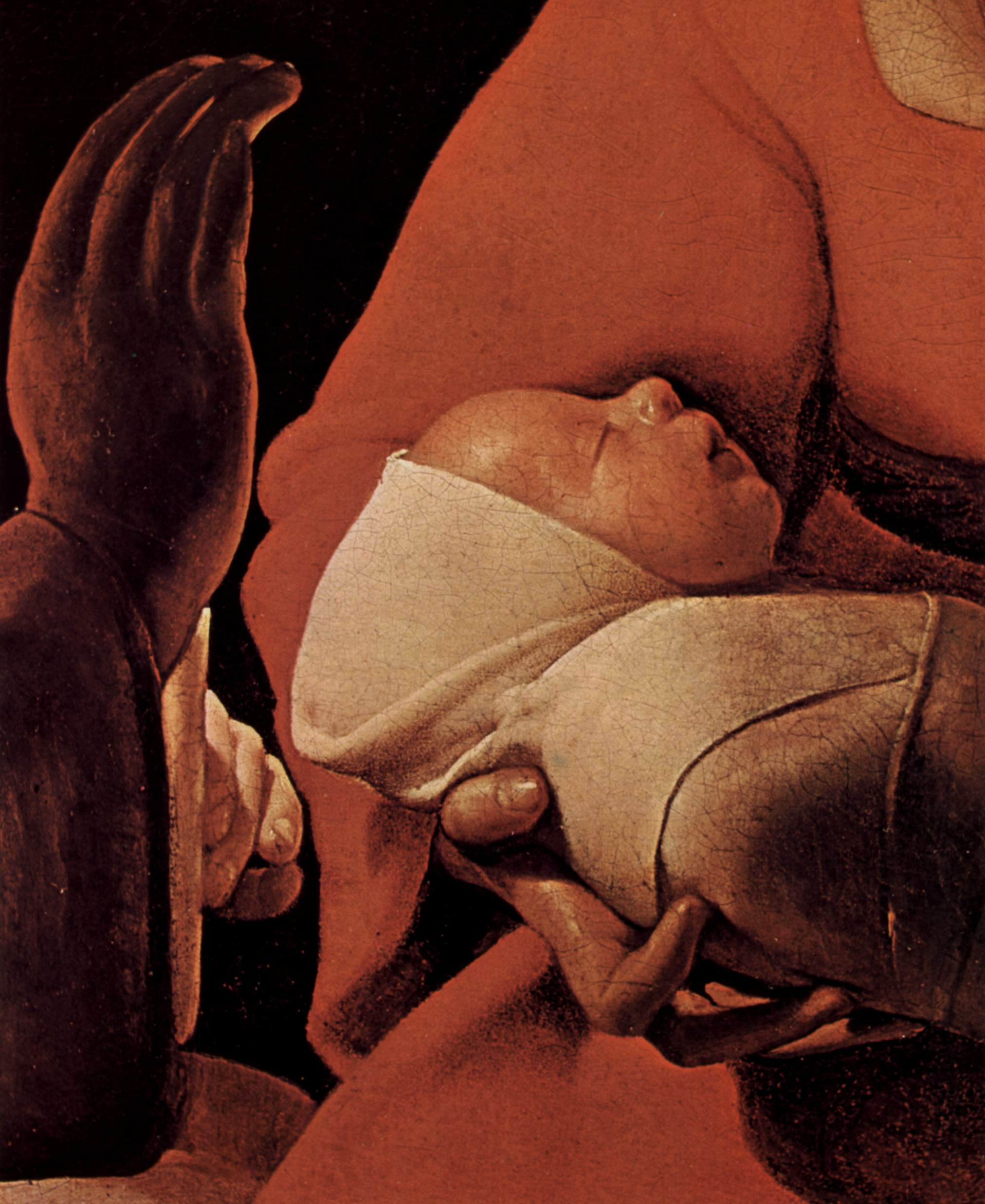
Détail du visage de l'enfant.

Les silhouettes tout en rondeur se découpant à la lueur de la chandelle montrent des formes lisses et un dessin rigoureux mais simple, composé de courbes et d'ellipses régulières qui confèrent un équilibre à la composition. Malgré la simplification globale des formes du tableau, certains détails sont rendus de manière réaliste, en particulier le visage du nouveau-né. L'équilibre est également obtenu par le travail de la lumière et du clair-obscur. La couleur est posée en grands aplats : la palette du peintre est discrète, sans contrastes brutaux, et se limite à des teintes rouges, brunes et blanches dont l'intensité varie selon l'éclairage, participant de l'économie de moyens dont fait preuve l'ensemble.

## Anecdotes
En juin 1966 est émis en France un timbre dessiné et gravé par Claude Durrens et représentant le tableau.